# Adrien Seguin
 (avril 2020).
Si vous disposez d'ouvrages ou d'articles de référence ou si vous connaissez des sites web de qualité traitant du thème abordé ici, merci de compléter l'article en donnant les références utiles à sa vérifiabilité et en les liant à la section « Notes et références ».
Pour les articles homonymes, voir Seguin.
Adrien Seguin, né le 1er mars 1926 à Pau (Pyrénées-Atlantiques) et mort le 22 janvier 2005 à Montpellier (Hérault), est un artiste peintre français.

## Biographie
Adrien Seguin passe son enfance en Afrique au Sénégal. Son père occupe alors un poste d'ingénieur ; il est chargé notamment de la construction du port de Dakar. Il construit plusieurs ports et aérodromes. Adrien Seguin connait alors un apprentissage des plus classiques. Il restera en Afrique jusqu'à l'âge de 18 ans. Dès l'âge de dix ans se manifeste chez lui le désir de peindre et c'est au cours de séjours en France qu'il dessine ses premiers cahiers de voyage. Toute sa vie, il conservera un souvenir fort des traversées en bateau depuis Dakar ou Casablanca jusqu'à Marseille. 
Adrien est élève de l'École supérieure des beaux-arts de Montpellier Méditerranée Métropole de 1946 à 1950. Après son service militaire, il intègre l'École nationale supérieure des Beaux-Arts de Paris en 1952 jusqu'en 1956. À la même période, il est également élève de l'académie André Lhote (peintre cubiste et grand théoricien de l'art) durant quatre années de 1954 à 1958. Le père d'Adrien voit d'un mauvais œil la carrière d'artiste que veut embrasser son fils. Ce dernier demande alors à André Lhote de lui écrire une lettre qui pourrait le rassurer. C'est chose faite le 21 avril 1956, date à laquelle André Lhote écrit au père d'Adrien une lettre dans laquelle on peut lire : « Monsieur votre fils me demande de vous faire part de l'opinion que j'ai de lui. Je le fais d'autant plus volontiers que cette opinion est excellente. Votre fils possède à un haut degré le don de peindre... Vous pouvez compter sur mon dévouement pour l'y aider, car, encore une fois, votre fils possède un véritable tempérament de peintre, ce qui est assez rare ». André Lhote apprend à Adrien notamment à organiser ses tableaux et à dominer ses instincts.
À Paris, Adrien Seguin, Premier prix de Dôme 1957 (présidé par Foujita et André Lhote), fréquente la bohème de Montparnasse et expose dans différents salons. C'est là qu'il intègre les influences du fauvisme et adopte ses couleurs aussi éclatantes qu'infidèles à la réalité extérieure. Adrien Seguin est donc de retour dans le Midi au début des années 1960. Fasciné par les ports de pêche et de commerce, il a une affection particulière pour celui de Sète. Il peint la Méditerranée, le littoral (où il passe de nombreux après-midi à peindre en plein air), les bateaux, les barques, les cargos, les grues. Il est également attiré par les paysages et les villages languedociens. Il fait partie du groupe Montpellier-Sète : Gabriel Couderc, Camille Descossy et François Desnoyer. 
Installé dans sa maison-atelier à Montpellier, Adrien Seguin s'épanouit lorsqu'il est seul dans son atelier. Il dit lui-même « le peintre est heureux quand il est seul dans l'atelier ». Le matin, il dessine en écoutant de la musique dans son atelier, il compare le dessin aux gammes de musique que pourraient jouer le musicien pour s'exercer. Passionné de littérature, il dit lui-même qu' « il vit de souvenirs littéraires », il écrit régulièrement des textes, des épigrammes et de la poésie, dans lesquelles il mêle humour, facéties, amour et espoirs. Adrien Seguin aime aussi voyager, peindre des paysages en extérieur.
Adrien Seguin est un peintre discret, passionné par la peinture. Toute sa vie est tournée vers la peinture. En 1982, Adrien est connu des amateurs d'art et des collectionneurs mais relativement peu du grand public. Adrien Seguin est peintre difficilement classable. Il est impossible de rattacher son œuvre à un courant ou à un groupe pictural. Sans complaisance, sans concession, on retrouve cependant une grande rigueur.
Adrien Seguin œuvre avec une totale liberté à tout ce qui fait l'essence d'un peintre, paysages, natures mortes, portrait et autoportraits. Il mélange les techniques et les matériaux, l'huile et l'acrylique. Il utilise pou certaines toiles des collages de tissus, de boutons, des enchevêtrements de laine et de clous.
Pour François Bouzige, amateur et ami du peintre, son œuvre « est une œuvre ambitieuse qui se conquiert lentement par une familiarité grandissante ou qui vous conquiert parfois, brusquement d'un coup au cœur ».

### Distinctions
- 2e Prix du Dôme 1956
- 1er Prix du Dôme 1957 (Jury : Carzou, Clavé, Desnoyer, Foujita, Lhote, Saint Saëns, Villon...)
- Diplôme de la ville de Montpellier, 1981
- Médaille du département de l'Hérault, 1986
- Médaille d'argent Arts-Sciences-Lettres
- Médaille d'or Arts-Sciences-Lettres, 2001
- Premier Prix de la Biennale d'Ancône -Italie

## Salons
- Salon d'automne - Paris
- Salon des indépendants - Paris
- Salon de la Jeune Peinture - Paris
- Salon Terre Latine - Paris
- Salon de l'Art Libre - Paris
- Salon de Bollène - Vaucluse
- Salon de Montélimar - Drôme
- Salon de l'Union des artistes de Provence- Marseille
- Festival international de peinture de la Principauté de Monaco
- Biennale de Menton 1968
- Biennale d'Ancône
- Festival de Toulon (Musée d'Art et Archéologie)